# کاترین نورتون
کاترین نورتون (متولد نوریس؛ ۲۴ ژانویه ۱۹۴۱ – ۲۲ دسامبر ۲۰۱۴) یک کتابدار آمریکایی بود. او اولین مدیر سیستم‌های اطلاعاتی در آزمایشگاه زیست‌شناسی دریایی (MBL) بود.

## حرفه
او تحصیلات خود را در کالج رژی و کالج سیمونز (مدرک کارشناسی ارشد، علم اطلاعات، ۱۹۸۴) گذراند. او کار خود را در کتابخانه مؤسسه اقیانوس‌شناسی و آزمایشگاه زیست‌شناسی دریایی (MBL) از سال ۱۹۸۰ آغاز کرد و در سال ۱۹۹۱ به سمت رئیس خدمات اطلاعات منصوب شد. او به حمایت از کتابخانه‌های دیجیتال و دسترسی آزاد پرداخت. تا سال ۱۹۹۴، او مدیر کتابخانه بود و برنامه‌ای را رهبری کرد که اساس پروژه «دانشنامه زندگی» را تشکیل داد. ایده این پروژه، توانمندسازی پژوهشگران پزشکی برای استفاده از فناوری و جمع‌آوری داده‌های بیومدیکال به صورت قابل اشتراک‌گذاری آسان بود و نورتون به عنوان یکی از همکاران در این پروژه خدمت کرد.
در سال ۲۰۱۴، بورس کاترین ن. نورتون در آزمایشگاه زیست‌شناسی دریایی تأسیس شد تا هزینه‌های «تأیید شده» را برای یک دانشجو یا «فلوشیپ سال‌های ابتدایی» پوشش دهد.

## مرگ
کاترین نورتون در فالموث، ماساچوست در سن ۷۳ سالگی پس از مبارزه با سرطان درگذشت.

## آثار برگزیده
- Norton, Cathy; Remsen, David P.; Patterson, David J. (March 2006). "Taxonomic Informatics Tools for the Electronic Nomenclator Zoologicus". Biological Bulletin. 210 (1): 18–24. doi:10.2307/4134533. JSTOR 4134533. PMID 16501061. {{cite journal}}: |hdl-access= requires |hdl= (help)
- Norton, Cathy; Leary, Patrick R.; Remsen, David P.; Patterson, David J.; Sarkar, Indra Neil (June 2007). "uBioRSS: Tracking taxonomic literature using RSS". Bioinformatics. 23 (11): 1434–36. doi:10.1093/bioinformatics/btm109. PMID 17392332. {{cite journal}}: |hdl-access= requires |hdl= (help)
- Norton, Cathy; Sarkar, Indra Neil; Schenk, Ryan (February 2008). "Exploring historical trends using taxonomic name metadata". BMC Evolutionary Biology. 8 (1): 144. Bibcode:2008BMCEE...8..144S. doi:10.1186/1471-2148-8-144. PMC 2408592. PMID 18477399.
- Norton, Cathy (August 4, 2008). "The Encyclopedia of Life, Biodiversity Heritage Library, Biodiversity Informatics and Beyond Web 2.0". First Monday. 13 (8). doi:10.5210/fm.v13i8.2226.
- Norton, Cathy; Sarkar, Indra Neil; Schenk, Ryan; Miller, Holly (January 2009). "LigerCat: Using "MeSH Clouds" from Journal, Article, or Gene Citations to Facilitate the Identification of Relevant Biomedical Literature". Annual Symposium Proceedings: 563–67.
- Norton, Cathy; Miller, Holly; Sarkar, Indra Neil (July 2009). "GenBank and PubMed: How connected are they?". BMC Research Notes. 2: 101. doi:10.1186/1756-0500-2-101. PMC 2704225. PMID 19508734.
- Norton, Cathy; Rinaldo, Constance (August 2009). "BHL, The Biodiversity Heritage Library: An Expanding International Collaboration". Nature Precedings. doi:10.1038/npre.2009.3620.1.
- Norton, Cathy; Akella, Lakshmi Manohar; Miller, Holly (August 2012). "NetiNeti: Discovery of Scientific Names from Text Using Machine Learning Methods". BMC Bioinformatics. 13: 211. doi:10.1186/1471-2105-13-211. PMC 3542245. PMID 22913485.